# Pentalogia
Pentalogia ou quintologia é a quinta produção de determinado trabalho artístico. No cinema filmes de grandes sucesso como: Duro de Matar, e Piratas do caribe chegaram a sua quinta sequência cinematográfica.